# Пасто (Колумбія)
Пасто (ісп. Pasto) — місто в Колумбії. Засновано іспанцями 1539 року в долині Атріс (ісп. Atris), що входила до складу земель індіанців кільясінгів. Відкривачем вважається Себастьян де Белалькасар.
Неподалік від міста розташовується вулкан Галерас.

## Клімат
Місто знаходиться у зоні, котра характеризується середземноморським кліматом. Найтепліший місяць — травень із середньою температурою 13.7 °C (56.7 °F). Найхолодніший місяць — липень, із середньою температурою 12.7 °С (54.8 °F).
| Клімат Пасто            | Клімат Пасто | Клімат Пасто | Клімат Пасто | Клімат Пасто | Клімат Пасто | Клімат Пасто | Клімат Пасто | Клімат Пасто | Клімат Пасто | Клімат Пасто | Клімат Пасто | Клімат Пасто | Клімат Пасто |
| Показник                | Січ.         | Лют.         | Бер.         | Квіт.        | Трав.        | Черв.        | Лип.         | Серп.        | Вер.         | Жовт.        | Лист.        | Груд.        | Рік          |
| Середній максимум, °C   | 16,7         | 16,9         | 17           | 17,3         | 17,3         | 16,6         | 15,9         | 16,3         | 17           | 17,3         | 18,1         | 16,9         | 16,9         |
| Середня температура, °C | 13,1         | 13,2         | 13,4         | 13,7         | 13,7         | 13,2         | 12,7         | 12,8         | 13,2         | 13,3         | 13,7         | 13,2         | 13,3         |
| Середній мінімум, °C    | 9,5          | 9,6          | 9,8          | 10           | 10,1         | 9,9          | 9,4          | 9,4          | 9,5          | 9,4          | 9,3          | 9,5          | 9,6          |
| Норма опадів, мм        | 74           | 67           | 81           | 88           | 74           | 44           | 34           | 31           | 40           | 87           | 94           | 76           | 790          |
| Днів з опадами          | 17           | 16           | 19           | 20           | 20           | 17           | 16           | 15           | 15           | 18           | 19           | 19           | 211          |
| ----------------------- | ------------ | ------------ | ------------ | ------------ | ------------ | ------------ | ------------ | ------------ | ------------ | ------------ | ------------ | ------------ | ------------ |
| Джерело: Weatherbase    |              |              |              |              |              |              |              |              |              |              |              |              |              |